# Spadotettix heinrichi
Spadotettix heinrichi är en insektsart som beskrevs av Günther, K. 1937. Spadotettix heinrichi ingår i släktet Spadotettix och familjen torngräshoppor. Inga underarter finns listade i Catalogue of Life.